# Silene melzheimeri
Silene melzheimeri är en nejlikväxtart som beskrevs av W. Greuter. Silene melzheimeri ingår i släktet glimmar, och familjen nejlikväxter. Inga underarter finns listade i Catalogue of Life.